# Ferde Grofé
Ferdinand Rudolph von Grofé, llamado Ferde Grofé (Nueva York, 1892 - Santa Mónica, 1972), fue un compositor y director de orquesta estadounidense.

## Vida
Perteneciente a una familia de músicos, la formación del compositor estadounidense Ferde Grofé no fue fácil. De joven tuvo que compaginar sus estudios de piano y violín con diversos trabajos como el de repartidor de periódicos, conductor de camiones, acomodador o ascensorista. Se formó con profesores particulares y trabajó con varias orquestas sinfónicas, teatrales y grupos de jazz. En 1920 entró a formar parte de la banda de su compatriota Paul Whiteman, una de las agrupaciones más famosas de los años treinta, como pianista y arreglista, convirtiéndose en su brazo derecho. Para este grupo arregló la Rhapsody in Blue (1924) del compositor estadounidense George Gershwin, que más tarde adaptaría para orquesta sinfónica (1949).
Entre sus composiciones destacan Mississippi Suite (1925) y Grand Canyon Suite (1931), de extraordinaria popularidad, este músico también compuso obras tan populares como Broadway por la noche y Esperanza de la vida.

## Premios y distinciones
Premios Óscar
| Año  | Categoría                                  | Película     | Resultado |
| ---- | ------------------------------------------ | ------------ | --------- |
| 1945 | Mejor orquestación de una película musical | Minstrel Man | Nominado  |